# اقچلی‌قرخلر

عنوان ۱عنوان ۱

اقچلی قرخلر، روستایی است از توابع بخش مرکزی شهرستان آزادشهر در استان گلستان ایران.

## جمعیت
این روستا در دهستان نظام‌آباد قرار دارد و براساس سرشماری مرکز آمار ایران در سال ۱۳۸۵، جمعیت آن ۲۴۶ نفر (۷۱خانوار) بوده‌است.